# Мішка Зиганов
Мішка Зиганов (1889, Одеса — 1967, Нью-Йорк) — український натуралізований американський музикант.

## Біографія
Також відомий як Циганов або Циганов, Зінганов був циганським музикантом родом з Одеси, міста в Україні, який на початку минулого століття переїхав до Нью-Йорка, де відкрив ресторан.
Віртуозний акордеоніст Мішка Зиганов, незважаючи на те, що був християнином, добре володів музикою ідиш і клезмер.
У 1919 році він записав диск, що містив пісню «Койлен», мелодія якої, як повідомляє дослідження вченого Фаусто Джованнарді, була б дуже схожою і, ймовірно, надихнула б частину мелодії відомої італійської партизанської пісні «Белла Чао».
За словами вченого Рода Гамільтона з Британської бібліотеки в Лондоні, «Kolien» буде версією «Dus Zekele Koilen» (Два мішки вугілля), версії якого датуються 1920-ми роками.